# Норонен, Мика
Мика Норонен (фин. Mika Noronen; род. 17 июня 1979, Тампере, Хяме) — финский хоккеист, вратарь.

## Игровая карьера
На Драфте НХЛ 1997 выбран клубом Баффало Сейбрз в первом раунде под общим 21-м номером.
С 1999 по 2005 год играл за «Баффало Сейбрз» и «Рочестер Американс» из АХЛ. Норонен стал первым финским вратарём в НХЛ забившим гол. В 2006 году был обменян в «Ванкувер Кэнакс», но провёл там всего 4 игры. Позже перешёл в «Ак Барс». За два сезона в «Ак Барсе» сыграл 65 матчей, и набрал 90 штрафных минут.
В 2009 году вернулся в Финляндию, успел поиграть за ХИФК, «Лукко» и родную «Таппару».

## Достижения
- Победитель Молодёжного чемпионата мира 1998
- Бронзовый призёр СМ-Лиги 2005, 2010, 2011
- Серебряный призёр СМ-Лиги 2013
- Обладатель Кубка европейских чемпионов 2007 в составе «Ак Барса»
- Серебряный призёр Чемпионата России по хоккею 2007
- Обладатель Континентального кубка 2008

## Статистика
```
                                            
Сезон    Команда                    Лига     И   В   П   Н   Min   GA  SO  GAA    Svs   Pct
---------------------------------------------------------------------------------------------
1995/96  Tappara Tampere U18	 Jr.SM-sarja 5  --  --  --   ---   --  --  ---    ---   ----
1996/97  Tappara Tampere 	   SM-liga   5   1   3   0   215   17   0  4.73   ---   ----
1997/98  Tappara Tampere	   SM-liga  31  14  12   3  1703   83   1  2.92   ---   ----
1998/99  Tappara Tampere 	   SM-liga  43  18  20   5  2494  135   2  3.25   ---   ----
1999/00  Rochester Americans 	     АХЛ    54  33  13   4  3089  112   6  2.18  1408  0.920
2000/01  Rochester Americans	     АХЛ    47  26  15   5  2753  100   4  2.18  1143  0.913
2000/01  Buffalo Sabres              НХЛ     2   2   0   0   108    5   0  2.24    39  0.872
2001/02  Rochester Americans	     АХЛ    45  16  17  12  2764  115   3  2.50  1217  0.906
2001/02  Buffalo Sabres  	     НХЛ    10   4   3   1   518   23   0  2.66   217  0.894
2002/03  Rochester Americans 	     АХЛ    19   5   9   5  1169   55   2  2.82   568  0.903
2002/03  Buffalo Sabres  	     НХЛ    16   4   9   3   891   36   1  2.42   411  0.912
2003/04  Buffalo Sabres  	     НХЛ    35  11  17   2  1796   77   2  2.57   821  0.906
2004/05  HPK Hameenlinna 	   SM-liga  27  14   8   4  1614   54   1  2.01   ---   ----
2005/06  Buffalo Sabres	             НХЛ     4   1   2   0   169   12   0  4.26    77  0.844
2005/06  Rochester Americans	     АХЛ     2   0   2   0   121    6   0  2.99    59  0.898
2005/06  Vancouver Canucks	     НХЛ     4   1   1   0   170   10   0  3.53    77  0.870
2006/07  Ak Bars	             РХЛ    49  22  13   5  2410  101   2  2.01   ---   ----
2007/08  Ak Bars 	             РХЛ    15  10   2   0   769   37   0  2.45   ---   ----
2008/09  Torpedo 	             КХЛ    14   2   9   2   713   31   1  2.61   250  0.890
2008/09  Linköping 	             SEL     3  --  --  --   160   11   0  4.13    94  0.895
2009/10  JYP                       SM-liga   6   5   1   0   365   14   0  2.30   124  0.899
2009/10  HIFK	                   SM-liga  25  17   8   0  1487   58   2  2.34   650  0.918
2010/11  Lukko Rauma 	           SM-liga  27  13  10   4  1598   55   5  2.06   ---  0.929
2011/12  Lukko Rauma 	           SM-liga  50  17  22   8  2868  125   2  2.61  1333  0.914
2012/13  Tappara Tampere	   SM-liga   1   1   0   0    60    3   0  3.00    34  0.919

Лига — лига, в которой выступал игрок.
И — сыгранные матчи.
Min — минуты, проведённые на поле.
GA — пропущенные шайбы.
SO — матчи на «ноль» (без пропущенных шайб).
GAA — среднее число пропускаемых за матч шайб.
В, П, Н — количество побед, поражений и ничьх, одержанных командой с этим вратарём.
Svs — отражённые броски («сэйвы»).
Pct — процент отражённых бросков.

```